# KZ Alderney

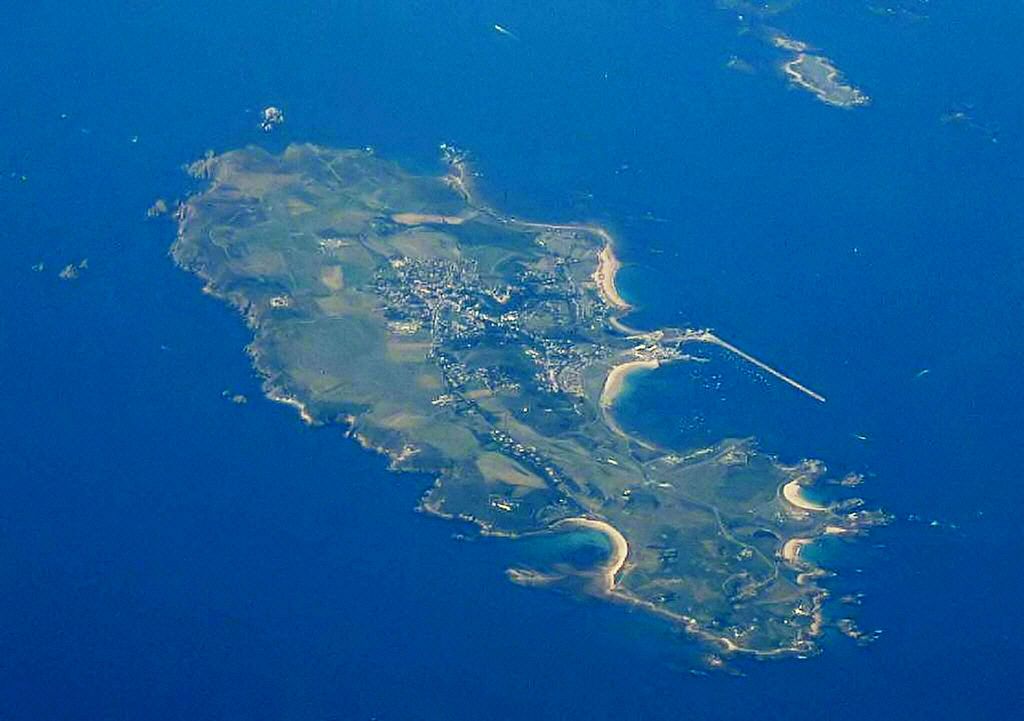
Luftaufnahme der etwa acht Quadratkilometer großen Insel

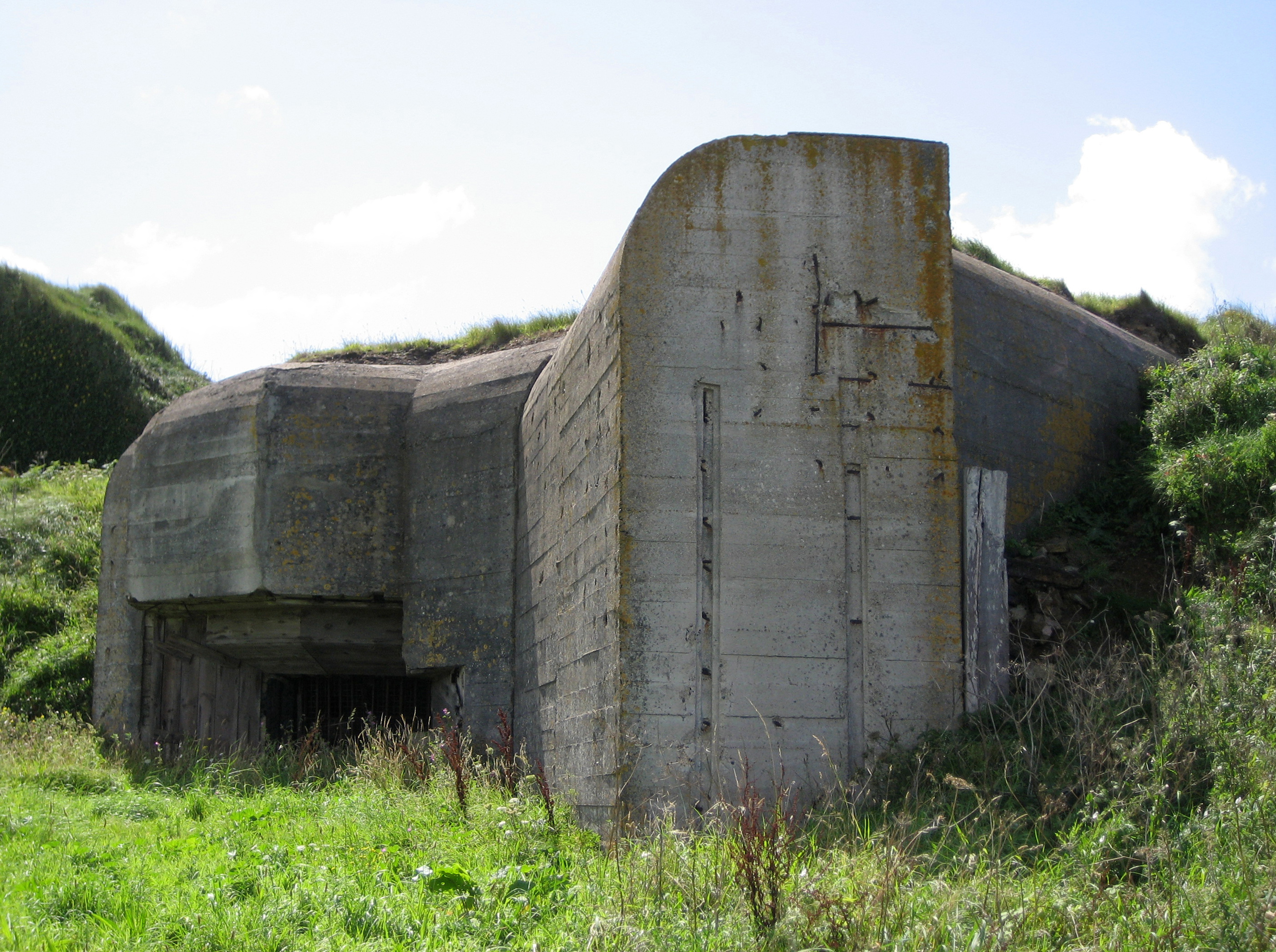
Eine der Befestigungsanlagen aus Beton auf der Insel Alderney

Das KZ Alderney, auch Lager Sylt genannt, war ein KZ-Außenlager der SS, das zunächst dem KZ Sachsenhausen, später dem KZ Neuengamme unterstand. Von März 1943 bis Juni 1944 zählte es zu den Außenlagern des KZ Neuengamme. Es befand sich auf der seit 1940 von Deutschland besetzten Kanalinsel Alderney und war damit das einzige Konzentrationslager in einem Gebiet des britischen Kronbesitzes.

## Geschichte
Die Insel Alderney war am 2. Juli 1940 im Zuge des Zweiten Weltkriegs von der Wehrmacht besetzt worden. Großbritannien hatte die etwa 1400 Einwohner bereits im Juni nach England evakuiert. Die Insel bildete einen Teil des Atlantikwalls und sollte durch starke Verteidigungsanlagen befestigt werden. 
Die SS-Baubrigade I kam am 5. März 1943 mit 1000 KZ-Häftlingen auf der Insel an. Sie wurden bis zum Juni 1944 in Baracken des KZ-Außenlagers Alderney, dem sogenannten Lager Sylt, auf einem Flughafengelände untergebracht, das im Süden der Insel lag. 730 Häftlinge, darunter Erich Frost, kamen aus dem KZ Sachsenhausen und 270 aus dem KZ Neuengamme. Darunter befanden sich etwa 500 Russen, 130 Polen, 60 Holländer, 20 bis 30 Tschechen, 20 Franzosen und 180 sogenannte Arbeitsscheue, Kriminelle und politische Gefangene. Neben Sylt führten auch die drei Arbeitslager Helgoland, Borkum und Norderney die Namen deutscher Nordseeinseln, und es gab ein weiteres kleines Lager, genannt Zitadelle. Insgesamt befanden sich rund 3800 Wehrmachtssoldaten, etwa 3000 Zwangsarbeiter und 1000 KZ-Häftlinge auf der etwa acht Quadratkilometer großen Insel.
Die Häftlinge wurden zu körperlich schweren Arbeiten beim militärischen Hafen-, Bunker- und Festungsanlagenbau oder im Steinbruch eingesetzt. Eine genaue Anzahl der untergebrachten Häftlinge lässt sich nicht nennen, da das Lager Alderney als sogenanntes Arbeitserziehungslager für die anderen auf der Insel befindlichen Lager der Organisation Todt (OT) genutzt wurde, um Druck auf die übrigen Häftlinge auszuüben. OT-Haupttruppführer Johann Hoffmann, Kommandant des Lagers Helgoland, gab an, dass im Frühjahr 1943 70 bis 75 russische Gefangene seines OT-Lagers und vom Mai bis August 1943 60 Gefangene des OT-Lagers Norderney in das Außenlager Alderney überstellt wurden.
Aufgrund der schlechten Ernährung und der schweren Arbeit waren im Juni 1943 bereits etwa 200 KZ-Häftlinge nicht mehr arbeitsfähig und wurden ins KZ Neuengamme zurücktransportiert. Etwa 100 KZ-Häftlinge wurden durch die SS-Wachmannschaft wegen Unterernährung und Krankheit, verbunden mit schwerer Arbeit und der daraus resultierenden körperlichen Schwäche, ums Leben gebracht. Die Toten wurden auf dem Gelände des Barackenlagers begraben. Bei der alliierten Landung in der Normandie am 6. Juni 1944 wurde die SS-Baubrigade zurückverlegt. Auf dem Festland in Cherbourg kamen 636 Häftlinge an, in Belgien waren es 572. Ein Teil war geflohen oder auf dem Transport gestorben; 27 Häftlinge wurden erschossen.

## Lagerpersonal
Für die Ausführung der Bauarbeiten an den Befestigungsanlagen waren Otto Panzer und ab September 1944 der Diplom-Ingenieur Leo Ackermann von der Organisation Todt zuständig. SS-Hauptsturmführer Maximilian List war Kommandoführer. Er wurde im März 1944 durch den SS-Obersturmführer Georg Braun abgelöst.
Der Führer der Wachmannschaft SS-Obersturmführer Kurt Klebeck, der spätere Kommandoführer des KZ-Außenlagers Stöcken, wurde 1947 im sogenannten Ahlem-Prozess angeklagt und wegen Verbrechen im KZ-Außenlager Hannover-Ahlem zu zehn Jahren Haft verurteilt. List geriet nach Kriegsende durch britische Presseveröffentlichungen ins Licht der Öffentlichkeit, juristisch belangt wurde er bis zu seinem Tode in den 1980er Jahren jedoch nicht.

## Gedenkstätte
Eine 1966 eingeweihte Gedenkstätte  erinnert mit einem Kreuz und mehrsprachigen Tafeln an das KZ Alderney. Sie wird Hammond-Memorial genannt, weil sie von der Familie Hammond gestiftet wurde. Die Gedenkstätte befindet sich auf dem Gelände des ehemaligen Barackenlagers. Dort finden jährlich Gedenkfeiern statt.